# Крістіано Лукареллі
Крістіа́но Лукаре́ллі (італ. Cristiano Lucarelli; нар. 4 жовтня 1975, Ліворно, Італія) — колишній італійський футболіст, нападник. По завершенні ігрової кар'єри — футбольний тренер.
Брат Алессандро Лукареллі.

## Титули і досягнення
- Переможець Середземноморських ігор: 1997